# Bruckner
Příjmení Bruckner (Brucknerová, v jidiš ברוקנער‎‎), tak Brückner (Brueckner, Brücknerová), Brickner (v jidiš בריקנער‎‎ Brikner):
- (Josef) Anton Bruckner (1824, Ansfelden – 1896, Vídeň), rakouský skladatel
- Marcel Bruckmann, pseudonymem: Marek Bruckner (* 1968, Erkrath), německý režisér a producent gay erotických filmů

## Brückner
- Aleksander Brückner (1856, Brzeżany (Breschan, ukrajinsky Бережани (Berežany), Rakouská Halič – 1939, Berlín), polský jazykovědec zabývající se slovanskými jazyky a literaturou (slavistika), filolog, lexikograf, a historik literatury
- Daniel Brückner (* 1981), německý fotbalista
- Henricus Aloysius Brückner (* 17. století), hudební skladatel žijící v Čechách
- Karel Brückner (* 1939), český fotbalový trenér
- Pavel Brückner (* 1949), český fotbalista